# 克利夫顿 (威斯康星州)
克利夫顿（英語：Clifton）是一个美國小镇，位於威斯康星州给予县。根據2000年的人口普查，當地人口为304人。

## 地理
根据美国人口普查局，该镇的总面积為35.7 平方英里(92.5 平方公里2)，其中，35.7 平方英里(92.5 平方公里2)為陸地，0.03%為水域。